# Pierre Brassau

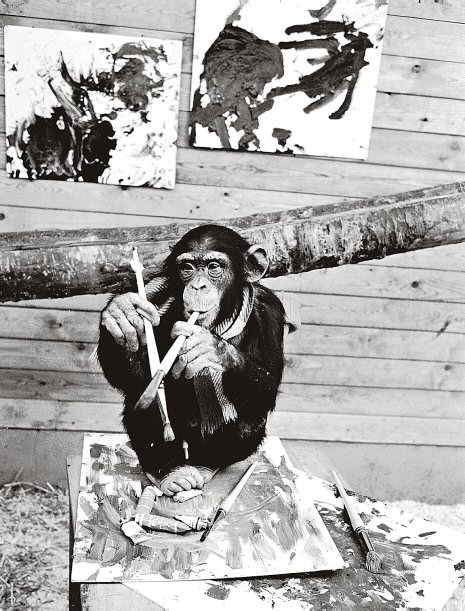
Peter („Pierre Brassau“) roku 1964

Pierre Brassau byl fiktivní francouzský malíř. Jeho identitu vytvořil švédský novinář Åke „Dacke“ Axelsson, který pracoval v bulvárním deníku Göteborgs-Tidningen. Axelsson se v roce 1964 rozhodl otestovat schopnost výtvarných kritiků hodnotit moderní umění. Využil k tomu obrazy, které namaloval šimpanz Peter ze švédské zoologické zahrady Borås Djurpark. Čtyři z jeho pláten poslal na výstavu mladých avantgardních evropských malířů v galerii Christinae v Göteborgu – domluvil se na tomto pokusu s ředitelem galerie Yngvem Funkegårdem – jako díla neexistujícího francouzského malíře Pierra Brassaua.
Kritika mystifikaci neprohlédla a obrazy přijala s nadšením. Švédský kritik Rolf Anderberg v deníku Göteborgs-Posten napsal: 
„Pierre Brassau maluje mocnými tahy, ale také s jasným rozmyslem, pevným odhodláním a se zuřivým puntičkářstvím. Pierre je umělec, který pracuje s jemností baletky.“
Pouze jeden z kritiků díla hodnotil negativně s tím, že tohle mohla namalovat snad jen opice. Když Axelsson odhalil skutečného autora maleb, Anderberg stále trval na tom, že šlo o nejlepší díla výstavy. 
Peter byl v roce 1969 převezen ze Švédska do Chester Zoo v Anglii, kde pobýval až do konce života. Po výstavě byl jeden z obrazů prodán za 450 švédských korun. Roku 2009 pořídila zoologická zahrada Borås Djurpark jedno z Brassauových děl za 2100 švédských korun.